# 宇宙の騎士
『宇宙の騎士』（うちゅうのきし、原題：TOTO）は、1978年に発表されたTOTOのデビュー・アルバム。
スタジオ・ミュージシャンのメンバーで構成されるTOTOのサウンドは、緻密かつクリアであり、AORの代表格とされる。

## 収録曲
特記なき楽曲はデヴィッド・ペイチ作。
1. 子供の凱歌 - "Child's Anthem" - 2:46
2. 愛する君に - "I'll Supply the Love" - 3:46
3. ジョージー・ポージー - "Georgy Porgy" - 4:09
4. マヌエラ・ラン - "Manuela Run" - 3:54
5. ユー・アー・ザ・フラワー - "You Are the Flower" (Bobby Kimball) - 4:11
6. ガール・グッドバイ - "Girl Goodbye" - 6:13
7. ふりだしの恋 - "Takin' It Back" (Steve Porcaro) - 3:47
8. ロックメイカー - "Rockmaker" - 3:19
9. ホールド・ザ・ライン - "Hold the Line" - 3:56
10. アンジェラ - "Angela" – 4:45

収録曲のうち、「ホールド・ザ・ライン」、「愛する君に」、「ジョージ・ポージー」、「ロックメイカー」、「ふりだしの恋」(B面)、「ユー・アー・ザ・フラワー」(B面)、「子供の凱歌」(B面)がシングルカットされている。「ホールド・ザ・ライン」はビルボード誌のシングル・チャートで5位に達した。

## 参加ミュージシャン
- ボビー・キンボール - ボーカル
- スティーヴ・ルカサー - ギター、ボーカル
- デヴィッド・ハンゲイト - ベースギター、ギター
- デヴィッド・ペイチ - キーボード、ボーカル
- スティーヴ・ポーカロ - キーボード、ボーカル
- ジェフ・ポーカロ - ドラム、パーカッション

ゲスト・ミュージシャン
- シェリル・リン - ボーカル（ジョージー・ポージー）
- ロジャー・リン - シンセサイザー
- レニー・カストロ - パーカッション
- ジム・ホーン - サックス
- チャック・フィンドレー - ホーン

## 日本でのカバー
- 西城秀樹 - 1979年『BIG GAME'79 HIDEKI』 愛する君に（I'LL SUPPLY THE LOVE）